# Uwe Staroske

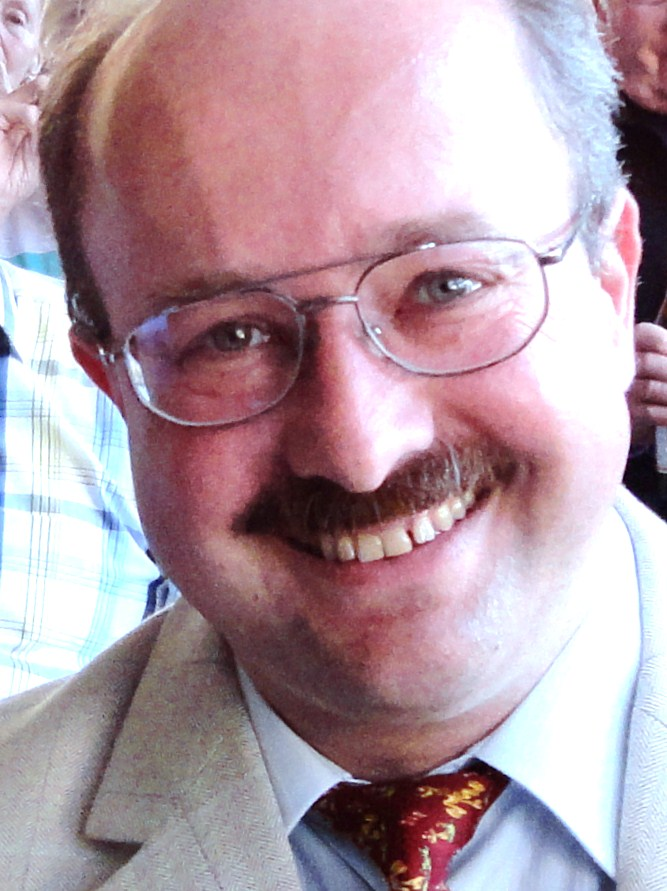
Uwe Staroske, Fernschachtreffen 2012 in Tambach-Dietharz

Uwe Staroske (* 5. April 1966 in Bremen) ist ein deutscher Wirtschaftswissenschaftler und Fernschachspieler.

## Biografie
Staroske studierte Wirtschaftswissenschaften und promovierte 2002 zum Dr. rer pol. an der Universität Bremen. Seit 1999 ist er Wissenschaftlicher Mitarbeiter an der Staats- und Universitätsbibliothek Bremen und betätigt sich auf dem Gebiet der Volkswirtschaftslehre in Wort und Schrift. Er ist Yogalehrer und hat Beiträge zu verschiedenen Aspekten der Yogaphilosophie veröffentlicht.
Er ist Fernschachspieler und war von 2011 bis 2016 sowie 2020 Präsident des Deutschen Fernschachbundes e. V. (BdF). Zu seinen größten Erfolgen zählen der Gewinn des RCCA-Silver-Turnieres, des Samarin Memorials und Carl Carls Memorials sowie der 10. Fernschach-Europameisterschaft. Seit 2008 trägt er den Titel Internationaler Fernschachmeister und seit 2014 ist er Verdienter Internationaler Fernschachmeister. Seine Elozahl beträgt 2.525 (ICCF-Eloliste 2024/2).
Ferner ist Staroske seit 2010 in verschiedenen Funktionen im Weltfernschachbund ICCF tätig (früher Qualifications- und Ratings Commissioner im Management Committee, derzeit ist er als World Tournament Director Mitglied des Executive Board). Seit 2016 ist er International Arbiter.

Er war Mitglied der Bremer Schachgesellschaft von 1877; seine aktuelle  DWZ beträgt 1628 (Stand: 24. März 2015).

## Schriften
- Die Drei-Sektoren-Hypothese. Darstellung und kritische Würdigung aus heutiger Sicht. Roderer, Regensburg 1995, ISBN 3-89073-852-4.
- mit Maren Wiegand-Kottisch, Karl Wohlmuth (Hrsg.): Innovation als Schlüsselfaktor eines erfolgreichen Wirtschaftsstandortes. Nationale und regionale Innovationssysteme im globalen Wettbewerb (= Institut für Weltwirtschaft und internationales Management. Band 8). Lit, Münster 2000, ISBN 3-8258-5018-8.
- Struktur, Wandel und Ströme des Arbeitsmarktes (= Wirtschaftspolitik in Forschung und Praxis. Band 8). Dr. Kovač, Hamburg 2003, ISBN 3-8300-1123-7 (Dissertation).
- mit Detlev Ehrig (Hrsg.): Eigentum und Recht und Freiheit. Otto Steiger zum Gedenken. 1. Auflage. Metropolis, Marburg 2010, ISBN 978-3-89518-775-9.